# オゾン化物
オゾン化物（オゾンかぶつ、英: ozonide）は、オゾンに由来する不安定な多原子イオン、オゾン化物イオン O3− を含む化合物である。また、有機化合物とオゾンの反応によって生じる、ペルオキシドに類似した化合物はオゾニドと呼ばれる。

## 無機オゾン化物
無機オゾン化物は、反応性の O3− アニオンを含む暗赤色のイオン化合物である。このアニオンは折れ線形構造をとる。
オゾン中で金属カリウム、またはそれより重いアルカリ金属を燃焼させるか、または水酸化アルカリをオゾンで処理することによって得られる。金属カリウムを空気中に放置すると、表面が超酸化カリウムとオゾン化カリウムからなる混合物に覆われる。オゾン化物は、不活性ガス中で低温で取り扱わなければならない非常に感度の高い爆発物である。リチウムとナトリウムのオゾン化物は非常に不安定で、CsO3 のイオン交換反応から準備されなければならない。オゾン化ナトリウム (NaO3) は 水酸化ナトリウム (NaOH) と 超酸化ナトリウム (NaO2) に分解しやすく、以前は純粋なものを得るのは不可能であると考えられていた。しかしクリプタンドとメチルアミンを用いることによって、NaNO2 と等構造の純粋な NaO3 の赤色結晶が得られる可能性がある。